# Mel·lífer cap-roig
El mel·lífer cap-roig (Myzomela erythrocephala) és un ocell de la família dels melifàgids (Meliphagidae).

## Hàbitat i distribució
Habita manglars i vegetació de les terres baixes costaneres al sud de Nova Guinea, illes Aru i nord d'Austràlia.